# Civilització micènica
La civilització micènica (de Micenes) va ser una cultura avantpassada de la grega. Sembla que va durar des del 1500 aC fins al 1100 aC aproximadament, i que va ser absorbida per les invasions dòries. Micenes és coneguda sobretot per la figura d'Agamèmnon, rei que apareix en les obres homèriques. Els grecs creien que la ciutat havia estat fundada per Perseu. Dels habitants de Micenes els grecs en deien aqueus.
No s'ha trobat cap escrit que permeti veure com s'anomenaven ells mateixos. Mentre la historiografia moderna els anomena micènics, els poemes homèrics els anomenen aqueus, i a vegades simplement hom els tracta com a grecs. Probablement no es poden identificar plenament amb cap d'aquestes denominacions, com prova la seva llengua, un dialecte propi del grec antic, que s'ha trobat registrat en escriptura lineal B, que és un sil·labari a diferència de l'alfabet grec, pròpiament un alfabet.

## Història del descobriment

Grècia homèrica

Aquesta civilització fou descoberta a finals del segle xix per Heinrich Schliemann, que va fer excavacions a Micenes (1874) i Tirint (1886). Schliemann va creure que havia trobat el món descrit per les epopeies d'Homer, la Ilíada i l'Odissea. En una tomba micènica, va descobrir una màscara que anomenà màscara d'Agamèmnon. Igualment, anomena el palau de Nèstor, un palau excavat a Pilos. Va caldre esperar als estudis d'Arthur Evans, al principi del segle xx, perquè el món micènic adquireixi una autonomia pròpia respecte a la civilització minoica, que la precedeix cronològicament.

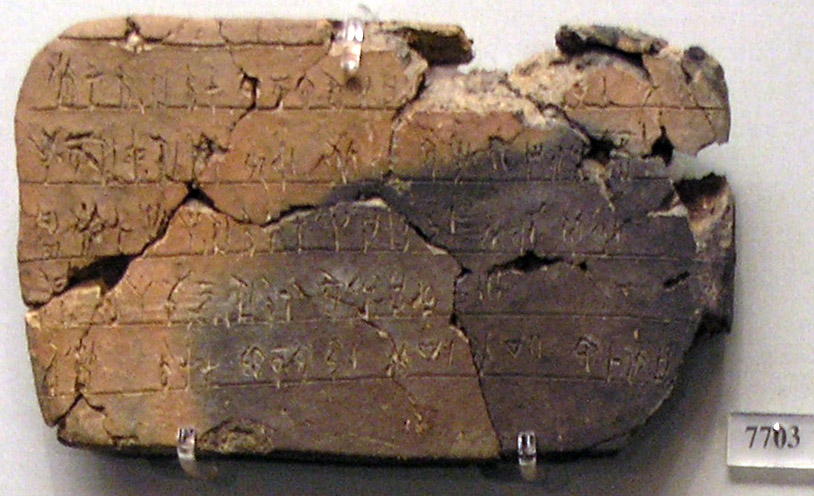
Tauleta inscrita lineal B,, Museu Nacional d'Arqueologia d'Atenes

En les excavacions de Cnossos (Creta), Evans va descobrir milers de tauletes d'argila, cuites accidentalment durant l'incendi del palau, cap al 1450 aC. Anomenà aquesta escriptura lineal B, ja que cregué que era més avançada que la lineal A. L'any 1952, el desxiframent del lineal B -identificat com un tipus de grec antic- per Michael Ventris i John Chadwick traslladà la civilització micènica de la protohistòria a la història, dins del període de l'edat del bronze del món egeu.
No obstant això, les tauletes de lineal B continuen sent una font d'informació molt escassa. Comptant les inscripcions sobre gerros, no representen més d'uns 5.000 textos. A més, els textos són curts i de caràcter administratiu: es tracta d'inventaris i altres documents comptables que no estaven destinats a l'arxiu. No obstant això, tenen l'avantatge de mostrar una visió objectiva del seu món, sense la marca de la propaganda reial.

## Cronologia

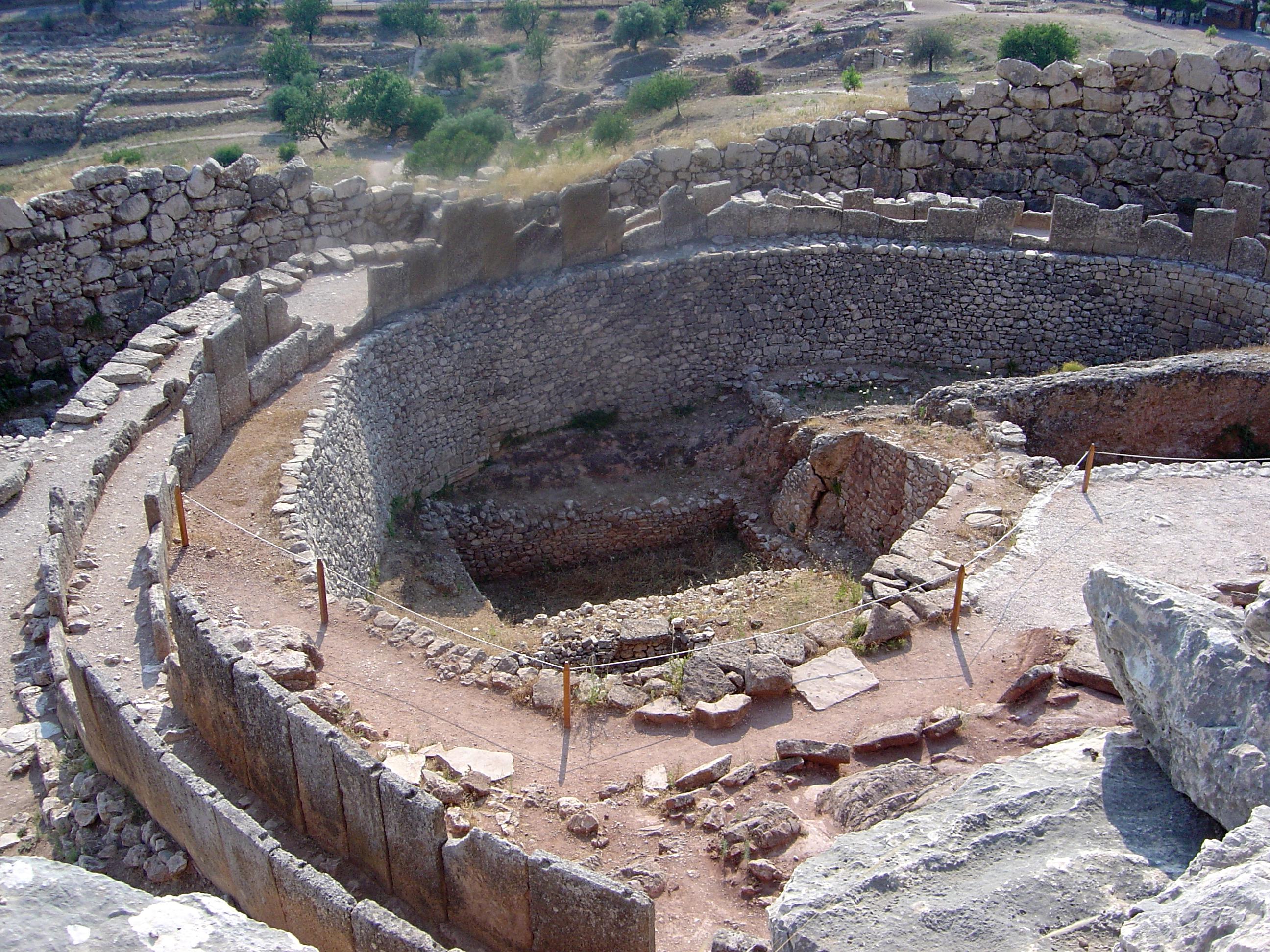
Ruïnes de Micenes

La cronologia de la civilització micènica ha estat establerta per l'arqueòleg suec Arne Furumark en funció de la tipologia dels objectes descoberts i dels nivells estratigràfics dels jaciments excavats. Tot i que aquesta classificació ha estat criticada, continua utilitzant-se. S'empra per a aquests períodes el terme hel·làdic recent (HR).
- 1550-1500: hel·làdic recent I (cercles de tombes de fossa A i B de Micenes);
- 1500-1450: hel·làdic recent II A;
- 1450-1425: hel·làdic recent II B (arribada dels micènics a Cnossos);
- 1425-1380: hel·làdic recent III A1 (destrucció de Cnossos, començament dels palaus micènics continentals);
- 1380-1300: hel·làdic recent III A2 (apogeu de la construcció de palaus micènics);
- 1300-1250: hel·làdic recent III B1;
- 1250-1200: hel·làdic recent III B2 (destrucció dels palaus micènics continentals a la fi del període);
- 1200-1125: hel·làdic recent III C1;
- 1125-1100: hel·làdic recent III C2.

L'HR I correspon a la transició entre l'hel·làdic mitjà i l'hel·làdic recent. Les característiques culturals de la civilització micènica es constitueixen en aquest període.
L'HR II veu un fort increment del nombre de jaciments arqueològics. Cap a finals d'aquest període, els palaus minoics de Cnossos, Festos, Malia i Zakros són destruïts. Només el jaciment de Cnossos és reconstruït, per mostrar una tipologia micènica. S'ha suposat que hauria estat ocupat pels micènics, que havien envaït Creta i pres el poder. Els arxius en lineal B de Pilos daten de cap al HR II B.
Durant l'HR III, la civilització micènica prossegueix la seva expansió. A més de Creta, altres illes del mar Egeu (com les Cíclades i Rodes) i llocs de l'Àsia Menor mostren jaciments micènics. D'objectes micènics es troben en totes les costes mediterrànies i, fins i tot, a l'Europa central i les Iles Britàniques. Algunes colònies micèniques han estat trobades a Xipre i al Llevant.
A la mateixa Grècia, els palaus fortalesa, els tholoi, es tornen més monumentals. Durant l'HR III B1, els tresors trobats a Micenes i Orcomen mostren la considerable riquesa monumental que els reis micènics han acumulat. Aquest període constitueix l'apogeu de la civilització micènica. Els arxius de Cnossos daten, sens dubte, de l'HR III b (cap al 1250 aC).
| Edat         | Troia                                                                   | Cíclades                                                                         | Creta                                                                                      | Continent grec                                                          |
| ------------ | ----------------------------------------------------------------------- | -------------------------------------------------------------------------------- | ------------------------------------------------------------------------------------------ | ----------------------------------------------------------------------- |
| Bronze antic | Troia I (2920-2450 aC) Troia II (2600-2350 aC) Troia III (2350-2200 aC) | Grotta-Pilos (3200-2700 aC) Karos-Siros (2700-2200 aC) Filacopí I (2200-2000 aC) | Minoic antic (prepalatí) (2500-1850 aC)                                                    | Hel·làdic antic (2700-1850 aC)                                          |
| Bronze mitjà | Troia IV 2200-1900 aC Troia V 1900-1700 aC Troia VI 1700-1300 aC        | Filacopí II 2000-1800 aC                                                         | Minoic mitjà I-IIIA (Protopalacial) 1850-1550 aC                                           | Hel·làdic mitjà 1850-1580 aC                                            |
| Bronze tardà | Troia VII-A 1300-1200 aC Troia VII-B-1 1200-1100 aC                     |                                                                                  | Minoic mitjà IIIB-Minoic tardà II (Neopalacial) 1550-1400 aC Minoic tardà III 1400-1100 aC | Micènic I 1580-1500 aC Micènic II 1500-1425 aC Micènic III 1425-1100 aC |

## Vida dels micènics

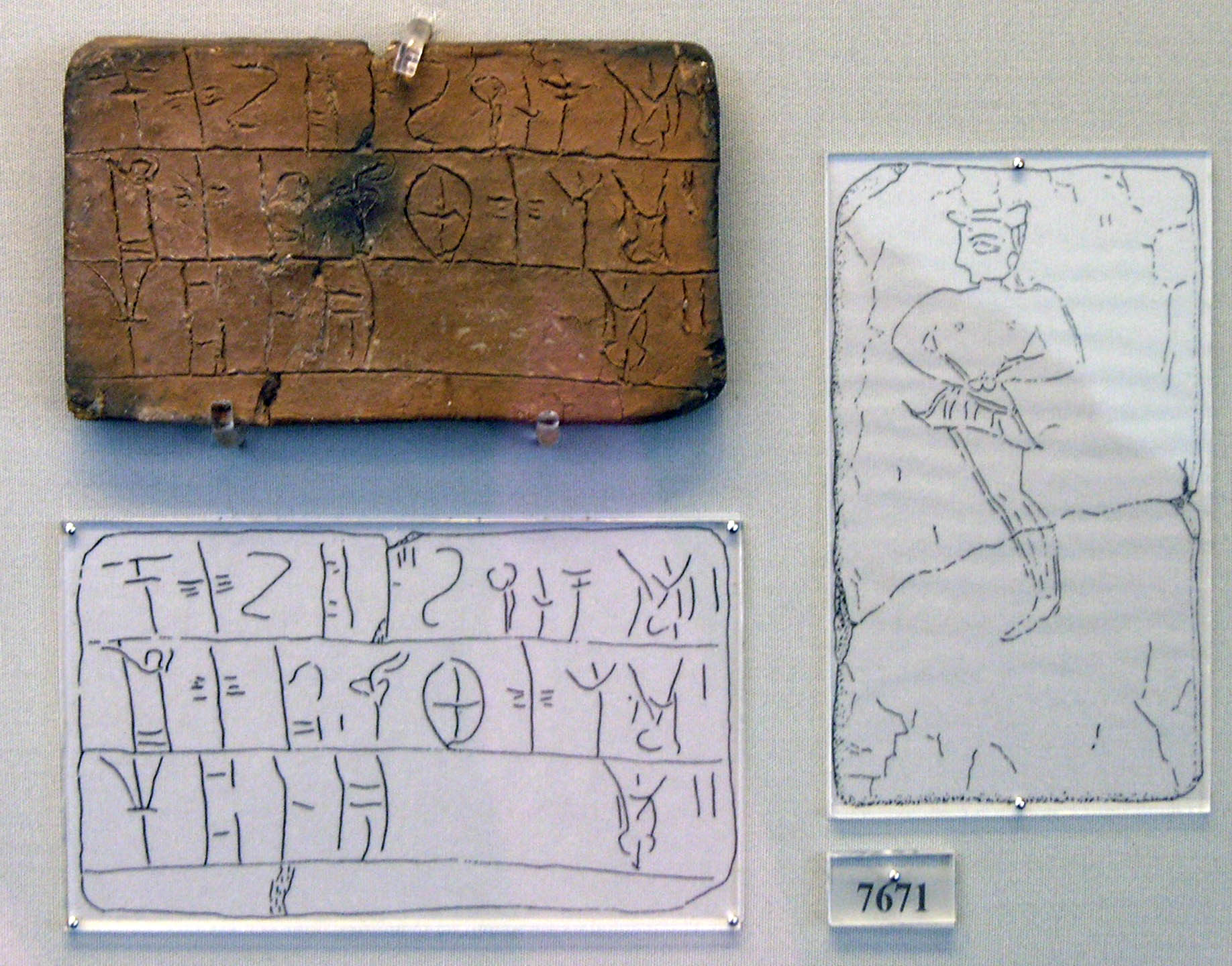
Tauleta d'argila amb escriptura de tipus lineal B, procedent de les excavacions de la casa del comerciant d'olis de Micenes, i que registra una comanda de llana per a ser tenyida

La població micènica estava organitzada com una monarquia. Els consellers reials o aristocràcia es distingien del poble ras, que devia tribut o servei al rei, i també dels esclaus. Es donava molta importància a la guerra; els nobles ascendien en funció dels seus triomfs i els cavalls es reservaven per a tirar dels carros i no s'usaven al camp.
El poble gaudia d'una relativa llibertat. L'economia estava controlada pels escribes, que apuntaven les entrades i sortides de mercaderies de negocis personals i els presents o impostos de palau.
Es conreava una agricultura típicament mediterrània, amb predomini de cereals, vi i oli. Les terres es dividien en reials i comunals, com tota la societat.
Micenes destacava pels seus teixits, que exportava a regnes veïns, sobretot els treballs en llana i lli. Els artesans eren especialistes i depenien directament dels sous de palau. Altres indústries destacables hi són la perfumeria i les obres amb bronze.
Marítimament, es van aprofitar dels coneixements navals dels minoics per a comerciar, especialment quan aquesta civilització va entrar en declivi.
La mitologia presenta ja les figures clàssiques del panteó grec: Posidó (ocupant-hi un paper preeminent), Hermes, Zeus… Destaca la importància de les històries sobre el minotaure i Dèdal. Hi ha una dea mare anomenada Diwia, que no es troba en les èpoques posteriors.

## Ciutats micèniques
Era una civilització organitzada al voltant de ciutats fortificades. Les més importants en són Pilos, Gla, Cnossos (a Creta), Tirint i, per descomptat, la mateixa Micenes. Totes constaven d'una acròpolis, una cisterna o punt per a aconseguir aigua i sortides protegides per a fugir en cas de setge, normalment passos coberts entre gruixudes muralles de blocs de pedra.
Els habitatges tenien forma quadriculada i imitaven el disseny dels palaus. Constaven d'una o diverses sales amb un passadís central i feien entre 5 i 30 metres quadrats, segons la classe social.
Els palaus tenen la mateixa estructura que els de Minos i consten de diversos passadissos que separen àrees d'administració i arxiu, recepció i vida de la reialesa. El mègaron o saló del tron n'ocupa el centre; és una estança circular entre columnes, decorada amb pintures i luxosos mobles.

## Fonts hitites

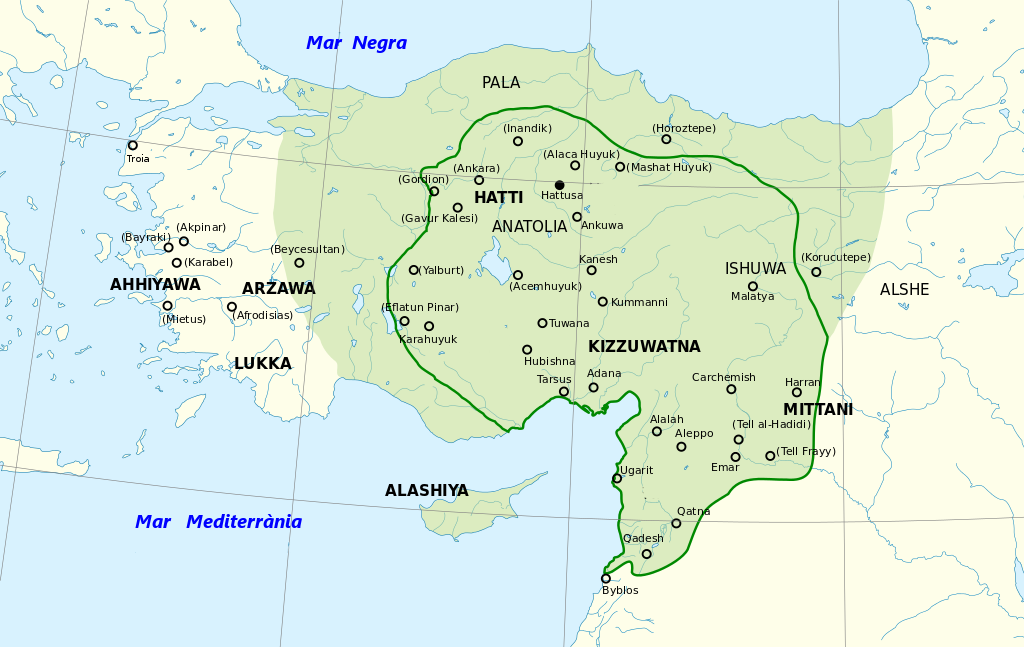
L'Imperi Hitita